# Фитцрэндольф, Кейси
Кейси Фитцрэндольф (англ. Casey FitzRandolph; род. 21 января 1975, Мадисон, Висконсин) — американский конькобежец, Олимпийский чемпион.
Первых значительных успехов Фитцрэндольф добился в 1997 году. Он выиграл дистанцию 1000 метров на кубке мира в Калгари.
В 1997 году Кейси Фитцрэндольф завоевал бронзовую медаль на спринтерском чемпионате мира в Хамаре. 2001 году он завоевал бронзовую медаль на чемпионате мира на дистанции 500 метров.
Фитцрэндольф выступал на Зимних Олимпийских играх 1998 года в Нагано, но он имел большие проблемы с новыми складывающимися коньками и занял лишь 6 место на дистанции 500 метров и 7 — на дистанции 1000 метров.
Наибольших успехов Фитцрэндольф добился в 2002 году. Он стал серебряным призёром спринтерского чемпионата мира, уступив Уотерспуну. На Зимних Олимпийских играх 2002 года в Солт-Лейк-Сити он стал олимпийским чемпионом на дистанции 500 метров. Главным фаворитом был канадец Джереми Уотерспун, однако он упал в первом забеге и выбыл из борьбы за медали. Время Фитцрэндольфа в первом забеге 34,42 секунды. На тот момент это было второе время в мире.Бывший рекорд Олимпийских игр.

## Лучшие результаты
Лучшие результаты Кейси Фитцрэндольфа на отдельных дистанциях:
- 100 метров — 09,83 (12 декабря 2003 года, Солт-Лейк-Сити)
- 500 метров — 34,42 (9 февраля 2002 года, Солт-Лейк-Сити)
- 1000 метров — 1:08,06 (1 декабря 2001 года, Солт-Лейк-Сити)
- 1500 метров — 1:46,31 (30 декабря 2005 года, Солт-Лейк-Сити)
- 3000 метров — 4:04,25 (17 марта 2000 года, Солт-Лейк-Сити)
- 5000 метров — 6:59,38 (18 марта 2000 года, Калгари)